# Осташко Тетяна Сергіївна
Тетяна Сергіївна Осташко (нар. 16 травня 1960, м. Київ) — дослідниця історії визвольних змагань в Україні 1917—1923 рр., історії культури, української біографістики та українського консервативно-монархічного руху.

## Біографія
1984 закінчила історичний факультет Київського державного університету. З 1981 — старший лаборант, н. с., с. н. с., з 2005 — провідний науковий співробітник відділу історії Української революції 1917—1921 рр. Інституту історії України НАН України. Кандидатська дисертація «Створення і діяльність Наркомосу України в роки громадянської війни та іноземної військової інтервенції» (1989, наук. кер. — акад. АН УРСР Ю. Ю. Кондуфор).
У 2000 році була секретарем ініціативної групи Української гетьманської організації, зусиллями якої у 2001 році був створений Союз гетьманців-державників в Україні.

## Праці
- Осташко Т. С. В. Липинський і П. Скоропадський: причини і наслідки конфлікту // В'ячеслав Липинський в історії України. — К., 2002.
- Осташко Т. С. В. Липинський — ідеолог українського монархічного руху // Вісник Київського державного лінгвістичного університету. — Вип. 5. — К., 2001.
- Осташко Т. С. Галаган Микола. З моїх споминів (1880-ті — 1920-ті рр.): Докум.-худож. вид. — К., 2005 (упоряд., у співавт.).
- Осташко Т. С. З історії літературно-мистецького життя в Україні за часів Центральної ради // УІЖ. — 1998. — № 3.
- Осташко Т. С. Полковник Петро Болбочан: трагедія українського державника. — К., 2004 (у співавт.).
- Осташко Т. С. Український козацький рух в еміграції (1919—1939) // Український консервативний і гетьманський рух: Історія, ідеологія, політика: Вісник Київського державного лінгвістичного університету. — Вип. 4. — К., 2000.
- Осташко Т. С. Український патріот з династії Габсбургів. — К., 1999 (у співавт.).
- Осташко Т. С. Діячі Української Центральної ради: Біографічний довідник. — К., 1998 (у співавт.)